# Hengshan Nanyue Damiao

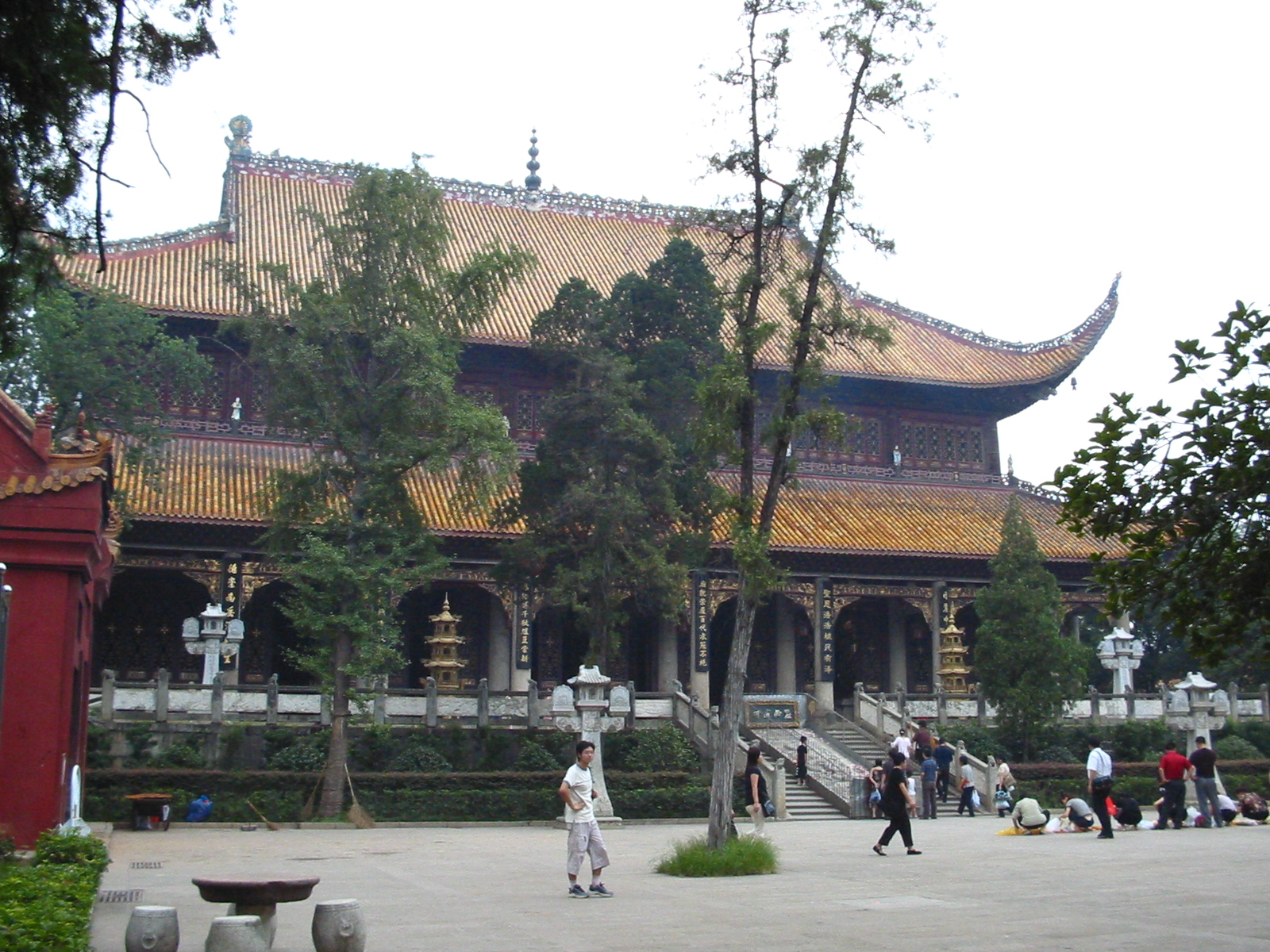
Haupthalle des Tempels Nanyue Damiao

Hengshan Nanyue Damiao (chinesisch 衡山南岳大庙, Pinyin Héngshān Nányuè Dàmiào, englisch Great Hengshan Temple on the Southern Sacred Mountain – „Großer Hengshan-Tempel des Südlichen Heiligen Berges“, kurz: Nanyue Miao 南岳庙) ist ein buddhistischer, daoistischer und konfuzianischer Tempel im Hengshan-Gebirge (Heng Shan) in Hengyang, in der chinesischen Provinz Hunan. Er wird erstmals in der Zeit der Tang-Dynastie erwähnt, die heutigen Gebäude wurden 1882 in der Zeit der Qing-Dynastie renoviert. Die Haupthalle hat zweiundsiebzig Säulen, die die zweiundsiebzig Gipfel des Heng Shan symbolisieren.
Der Nanyue-Tempel (南岳庙,  Nányuè Miào) steht seit 2006 auf der Liste der Denkmäler der Volksrepublik China (6-673).